# Knippelsdorf

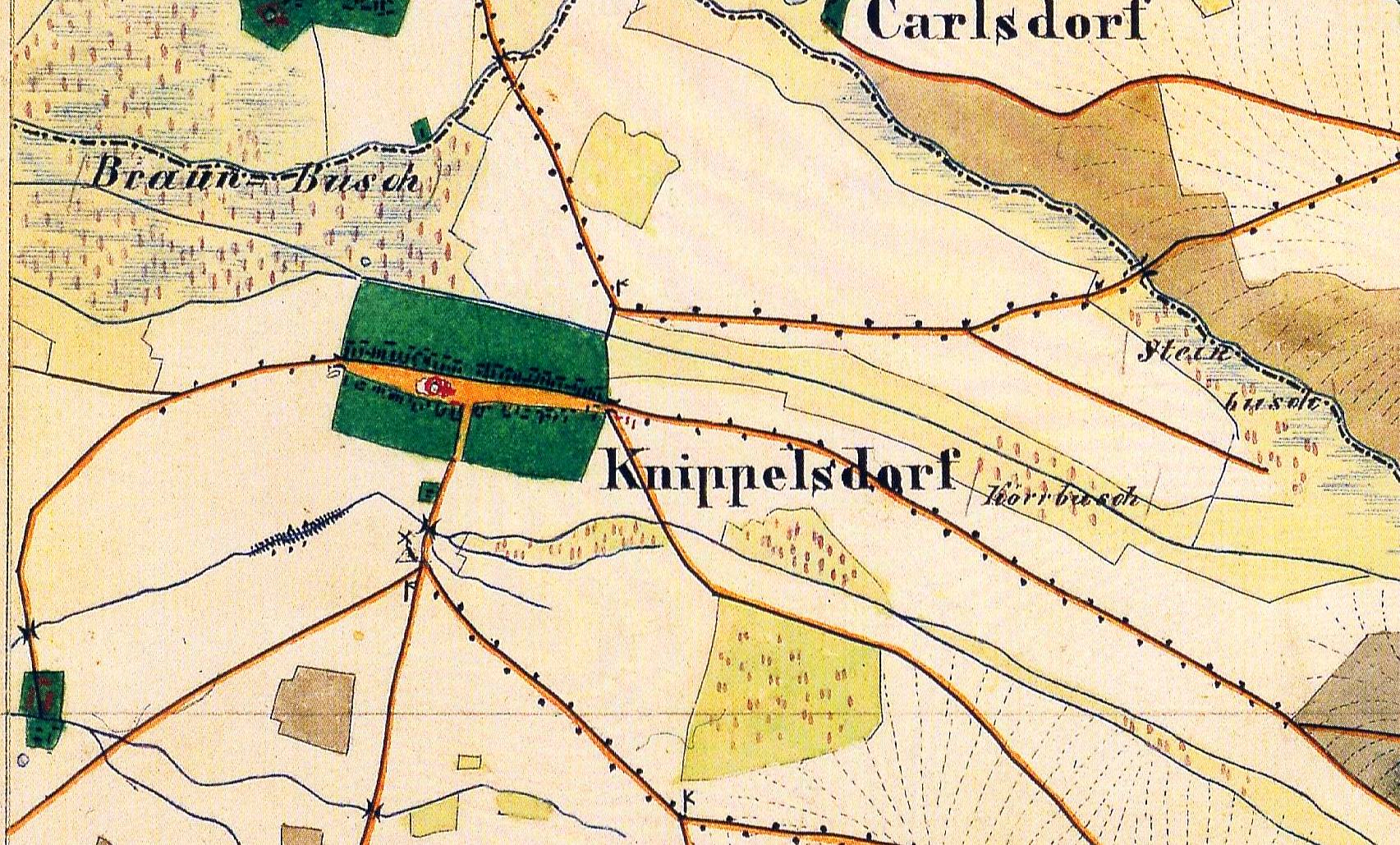
Knippelsdorf auf einem Urmesstischblatt (1847)

Knippelsdorf ist ein Ortsteil von Schönewalde, einer Kleinstadt im Norden des südbrandenburgischen Landkreises Elbe-Elster. Der Ort befindet sich etwa elf Kilometer östlich von Schönewalde an der Landesstraße 71.
Zu Knippelsdorf gehört außerdem der amtlich ausgewiesene Wohnplatz Knippelsdorf-Siedlung, der sich etwa einen Kilometer südwestlich des Ortes befindet.

## Geschichte

### Von der urkundlichen Ersterwähnung bis zum 19. Jahrhundert
Die erste urkundliche Erwähnung des Angerdorfes Knippelsdorf erfolgte im Jahr 1346 als Knoppelsdorff. Im Jahr 1733 erschien dann erstmals der Name Knippelsdorf. Der Ortsname wurde vermutlich von einem Mann namens Knoppel abgeleitet. Das Wort Knoppel stammt aus dem Mitteldeutschen und bedeutet so viel wie Knorren, Knospe oder Knoten.
Im Jahr 1380 werden Rüdiger und Johannes von Glochow sowie Jenichen Schaff als Besitzer des Dorfes urkundlich erwähnt. Zwischenzeitlich erfolgten weitere Besitzerwechsel. Waren es 1419 noch Ulrich Schaff, Heinrich von Lochen und Hans von Rotzstog die Teile des Dorfes besaßen, erfolgte im Jahr 1467 eine Nennung des Jürgen von Drandorf als Besitzer.
Der Band 4 des im Jahr 1817 erschienenen Vollständigen Staats-, Post- und Zeitungs-Lexikons von Sachsen von August Schumann beschreibt, dass Knippelsdorf zu dieser Zeit dreigeteilt war. Ein Teil gehörte schriftsässig zu einem in Knippelsdorf befindlichen Rittergut, dem auch die Kirche und die Schule zustand. Ein zweiter Teil gehörte amtssässig dem Rittergut in Werchau und ein dritter Teil wiederum schriftsässig zum Rittergut in Lebusa.
In der Mitte des 19. Jahrhunderts hatte Knippelsdorf einen verheerenden Großbrand zu beklagen. Am 20. Juni 1858 brannte fast das ganze Dorf. Diesem Brand fielen 27 Gehöfte zum Opfer.

### Knippelsdorf im Zweiten Weltkrieg
Ein besonders dunkles Kapitel in der Geschichte des Dorfes stellen einige Ereignisse während des Zweiten Weltkriegs dar. Im April 1943 wurde in Knippelsdorf eine Gruppe von fünf zwangsverpflichteten polnischen Landarbeitern festgenommen. Gemeinsam hatten sie mit einem umgebauten Volksempfänger den britischen Radiosender BBC empfangen. Während der dreiundzwanzigjährige Hauptangeklagte Tadeusz Piotrowski zum Tode verurteilt wurde, wurden die anderen Angeklagten zu mehrjährigem verschärften Straflager verurteilt. Piotrowski wurde trotz Gnadengesuch durch den Generalstaatsanwalt letztlich am 17. Januar 1944 im Zuchthaus Brandenburg-Görden hingerichtet.
Gegen Ende des Zweiten Weltkriegs ereignete sich dann im Februar 1945 unweit des Dorfes ein weiteres Verbrechen, bei dem fünf zuvor geflüchtete und wieder gestellte Gefangene eines durchziehenden Häftlingszuges durch Wachposten des Transports und der Knippelsdorfer Landwacht erschossen wurden. Die sechs beteiligten Landwehrmänner wurden im Februar 1953 vor dem Cottbuser Bezirksgericht verurteilt, zwei von ihnen zu einer lebenslänglichen Zuchthausstrafe.
Der Knippelsdorfer Ortsgruppenleiter der NSDAP Alwin Poser wurde, wie die Ortsgruppenleiter von Mühlberg/Elbe und Großthiemig, letztlich nach Kriegsende erschossen.

### Administrative Zugehörigkeit
Ursprünglich gehörte Knippelsdorf zum kursächsischen Amt Schlieben.
Nach den Bestimmungen des Wiener Kongresses im Jahr 1815 gelangte Knippelsdorf dann aber vom Königreich Sachsen zum Regierungsbezirk Merseburg der preußischen Provinz Sachsen und es entstand 1816 der Kreis Schweinitz. Mit der 1952 in der DDR durchgeführten Gebietsreform kam Knippelsdorf zum neu gegründeten Kreis Herzberg.
Nach der Wende lag Knippelsdorf zunächst im Landkreis Herzberg/Elster. In Folge der kurze Zeit später erfolgenden Kreisreform in Brandenburg am 6. Dezember 1993 wurde die Gemeinde Knippelsdorf dem neu gegründeten Landkreis Elbe-Elster zugeordnet, wo die Gemeinde sich zunächst am 31. Dezember 1998 mit Wiepersdorf und Wildenau zur Gemeinde Wildberg zusammenschloss. Wildberg wiederum schloss sich am 31. Dezember 2001 mit drei weiteren Gemeinden (Heideeck, Themesgrund, Schönewalde) zur heutigen Stadt Schönewalde zusammen.

### Bevölkerungsentwicklung
| 1875 | 320 |  | 1946 | 506 |  | 1989 | 323 |  | 1995 | 324 |
| 1890 | 330 |  | 1950 | 481 |  | 1990 | 323 |  | 1996 | 328 |
| 1910 | 350 |  | 1964 | 374 |  | 1991 | 325 |  | 1997 | 331 |
| 1925 | 373 |  | 1971 | 384 |  | 1992 | 323 |  | 1998 |     |
| 1933 | 340 |  | 1981 | 321 |  | 1993 | 324 |  | 1999 |     |
| 1939 | 339 |  | 1985 | 331 |  | 1994 | 316 |  | 2000 |     |

## Politik
Seit 31. Dezember 2001 ist Knippelsdorf ein Ortsteil der Stadt Schönewalde. Ortsvorsteherin ist derzeit Doris Schwarz.

## Kultur und Sehenswürdigkeiten
→ Siehe auch: Liste der Baudenkmale in Knippelsdorf
Im Ort befinden sich mehrere unter Denkmalschutz stehende Gebäude. Bei der Knippelsdorfer Dorfkirche handelt es sich um einen rechteckigen Feld- und Raseneisensteinbau aus der zweiten Hälfte des 13. Jahrhunderts. Der Saalbau besitzt in der Ostwand eine Dreifenstergruppe und hat einen aus dem Jahr 1846 stammenden quadratischen Westturm mit Spitzhelm.
Ein weiteres Baudenkmal im Ort ist das einstige Herrenhaus im Ortsteil Knippelsdorf-Siedlung. Dieser Bau stammt aus den Jahren 1910 bis 1912. Weitere unter Denkmalschutz stehende Gebäude im Ort sind das 1890 errichtete Pfarrhaus in der Lindenallee 7, eine ehemalige Molkerei, die von 1912 bis 1970 in Betrieb war sowie zwei im 18. Jahrhundert errichtete Stallspeicher in der Lindenstraße 8 und 18. Des Weiteren befindet sich ein ehemaliges Mittelbauerngehöft in der Dahmer Straße 23 unter Denkmalschutz.
In der Ortsmitte ist außerdem ein Denkmal für die gefallenen Dorfbewohner der beiden Weltkriege zu finden.

## Wirtschaft und Infrastruktur

### Einrichtungen
Die Freiwillige Feuerwehr Knippelsdorf sorgt für den abwehrenden Brandschutz und die allgemeine Hilfe. Zudem existiert ein Museum, in dem historische Feuerwehrgerätschaften und Feuerwehrgegenstände ausgestellt werden. Dort sind Dokumente über die Freiwillige Feuerwehr Beselich-Obertiefenbach, die im Juli 1993 in Berlin Weltmeister bei den Feuerwehr-Weltmeisterschaften des Weltfeuerwehrverbandes CTIF wurden, einsehbar.

## Trivia
Knippelsdorf findet in Karl Immermanns 1838 erschienenem Werk Münchhausen. Erwähnung. Allerdings bezeichnete er mit Knippelsdorf ein Dorf zwischen Jüterbog und Treuenbrietzen einige Kilometer nordwestlich von Knippelsdorf.